# Liste der denkmalgeschützten Objekte in St. Pölten-St. Georgen
Die Liste der denkmalgeschützten Objekte in St. Pölten-St. Georgen enthält die 4 denkmalgeschützten, unbeweglichen Objekte des St. Pöltner Stadtteils St. Georgen am Steinfelde.

## Denkmäler
| Foto |                 | Denkmal                                                      | Standort                                                                 | Beschreibung | Metadaten |
| ---- | --------------- | ------------------------------------------------------------ | ------------------------------------------------------------------------ | --- | --- |
| ja   | Datei hochladen | Kriegerdenkmal HERIS-ID: 32394 Objekt-ID: 29474              | vor Kirchengasse 7 Standort KG: St. Georgen am Steinfelde                | Das 1926 vom Bildhauer Franz Fuchs gestaltete Kriegerdenkmal am Vorplatz der Pfarrkirche besteht aus einer Figurengruppe Soldat mit Frau und Kind, am darunterliegenden Sockel sind die gefallenen St. Georgener beider Weltkriege gelistet. | BDA-Hist.: Q37947587 Status: § 2a Stand der BDA-Liste: 2025-06-30 Name: Kriegerdenkmal GstNr.: 50/6 Kriegerdenkmal St. Georgen                       |
| ja   | Datei hochladen | Kath. Pfarrkirche hl. Georg HERIS-ID: 32410 Objekt-ID: 29494 | Kirchengasse 7 Standort KG: St. Georgen am Steinfelde                    | Die heutige Pfarrkirche wird erstmals 1248 erwähnt, damals war sie eine Filiale des Stiftes St. Pölten. 1683 wurde sie im Zuge der Wiener Türkenbelagerung nahezu vollständig zerstört und in den Folgejahren auch nur teilweise wiederhergestellt, erst 1749 wurde die Kirche stark umgebaut. Mit Auflösung des St. Pöltner Klosters 1783 wurde aus der Filiale eine Pfarrkirche und der neuen Diözese St. Pölten zugeordnet. | BDA-Hist.: Q24040586 Status: § 2a Stand der BDA-Liste: 2025-06-30 Name: Kath. Pfarrkirche hl. Georg GstNr.: 50/6 Church of St. Georgen am Steinfelde |
| ja   | Datei hochladen | Schule HERIS-ID: 32411 Objekt-ID: 29495                      | St. Georgener Hauptstraße 132 Standort KG: St. Georgen am Steinfelde     | Die Kaiser-Jubiläums-Volksschule wurde 1907 bis 1908 nach Plänen des Stadtbaumeisters Johann Zeiligers errichtet. Die Fassade des zweigeschoßigen Baus ist reich mit secessionistischen Motiven verziert. 1960 bis 1963 wurde westseitig an das bestehende Gebäude durch Paul Pfaffenbichler ein weiterer Bau angeschlossen.                                                                                                   | BDA-Hist.: Q37947739 Status: § 2a Stand der BDA-Liste: 2025-06-30 Name: Schule GstNr.: 35/16 Schule St. Georgen am Steinfelde                        |
| ja   | Datei hochladen | Bildstock, Pestpfeiler HERIS-ID: 32414 Objekt-ID: 29498      | vor St. Georgener Hauptstraße 132 Standort KG: St. Georgen am Steinfelde | Die spätgotische Pestsäule steht vor der Volksschule an der St. Georgener Hauptstraße (B20). | BDA-Hist.: Q37947751 Status: § 2a Stand der BDA-Liste: 2025-06-30 Name: Bildstock, Pestpfeiler GstNr.: 35/2 Pestpfeiler St. Georgen am Steinfelde    |